# Altstadtstraße 4 (Eppingen)

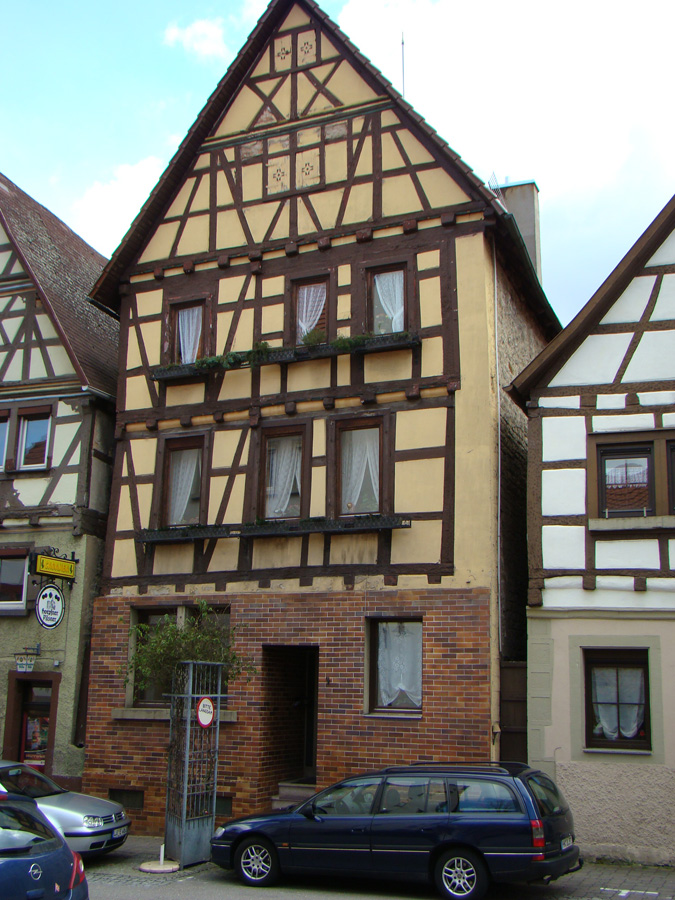
Fachwerkhaus Altstadtstraße 4 in Eppingen

Das Haus Altstadtstraße 4 in Eppingen, einer Stadt im Landkreis Heilbronn im nördlichen Baden-Württemberg, ist ein im 17. Jahrhundert errichtetes Fachwerkhaus im Kraichgau. Das Gebäude in der Altstadtstraße ist als Kulturdenkmal geschützt.

## Beschreibung
Auf dem heute verklinkerten massiven Erdgeschoss ruhen zwei Fachwerkobergeschosse und zwei Dachgeschosse. Die Obergeschosse des im Kern aus dem 17. Jahrhundert stammenden Fachwerkhauses stehen nur gering vor. Die westliche Traufseite ist massiv ausgeführt und das Haus wird von einem Satteldach gedeckt. Zu den wenigen Schmuckformen gehören die Andreaskreuze im Giebel. Die Fenster des Hauses wurden wohl bei Umbauten im 20. Jahrhundert vergrößert.